# Немцов, Дионисий Иосифович
Диони́сий Ио́сифович Немцо́в (1800—1858) — нижегородский купец и благотворитель.

## Биография
Нижегородский купец (по другим данным — титулярный советник) известен прежде всего как благотворитель, вложивший много сил и средств в создание Покровского женского монастыря в городе Ардатове (ныне — рабочий посёлок). Он впервые приехал в создававшийся монастырь в 1844 году и узнал от избранной в том же году настоятельницы Иустины Андреевны Синицыной о том, что в монастыре нет своего храма. Немцов добился разрешения на его строительство от епископа Иоанна, а потом взял на себя финансирование. Причём вместо простой деревянной церкви, которой готовы были довольствоваться монахини, решил соорудить каменный храм, к проектированию которого привлёк известного архитектора Михаила Петровича Коринфского. 22 июня (4 июля) 1845 года на деньги Немцова и некоторых других привлечённых им к финансированию благотворителей был заложен Покровский белокаменный храм, строительство которого Немцов продолжал оплачивать вплоть до своей внезапной смерти в 1858 году.